# 陳璋 (景泰舉人)
陳璋（15世紀—15世紀），字升貞，廣東廣州府南海縣沙貝鄉人，明朝政治人物。

## 生平
陳璋是景泰四年（1453年）癸酉科廣東鄉試舉人，授程鄉知縣，為政廉潔正直，勤於政事，處世公正，在當地興辦學校、抑壓豪強，任官多年後辭官歸鄉，啟行時行李蕭然，當地人感激他，有歌謠稱頌：「空飮程鄉水，不食程鄉米，惠政及我民，公去誰繼美。」為其立祠祭祀。

## 引用
1. 1 2  同治《南海縣志·卷三十五·列傳四》：陳璋，字升貞，沙貝鄉人，景泰癸酉舉人，知程鄉縣，廉介正直、勤於政事，歷官多年解組之日行李蕭然，潮人感德為之謠曰：「空飮程鄉水，不食程鄉米，惠政及我民，公去誰繼美。」立祠祀之。 據採訪冊修
2. ↑  光緒《嘉應州志·卷十九·宦績》：陳章【璋】，南海人，舉人，成化朝任知縣 劉志，律己廉潔，處世公正，興學校、抑豪強，邑人德之。 王志